# 三沢市立古間木小学校
三沢市立古間木小学校（みさわしりつ ふるまぎしょうがっこう）は、青森県三沢市古間木1丁目にある公立小学校。

## 沿革
- | [icon] | この節の加筆が望まれています。 |
- 1905年（明治38年）10月14日 - 六戸村大字犬落瀬字古間木154番地に、古間木尋常小学校として、開校。
- 1908年（明治41年）11月5日 - 字古間木27番2号・128番2号・143番2号に校舎移転。
- 1924年（大正13年）4月1日 - 高等科を併置し、古間木尋常高等小学校と改称。
- 1927年（昭和2年）7月17日 - 字古間木152番地に新校舎落成。
- 1932年（昭和7年）4月7日 - 校旗・校章制定。
- 1935年（昭和10年）10月18日 - 六戸村・下田村学校組合立古間木尋常高等小学校と改称。
- 1941年（昭和16年）4月1日 - 国民学校令により、古間木国民学校と改称。
- 1947年（昭和22年）4月1日 - 学制改革により、六戸村・下田村学校組合立古間木小学校と改称。同日、古間木中学校を併置し、高等科生を中学校に移籍。
- 1949年（昭和24年）8月25日 - 古間木中学校が岡三沢中学校と統合分離。
- 1950年（昭和25年）6月15日 - 組合立を解散し、大三沢町立古間木小学校と改称。
- 1958年（昭和33年）9月1日 - 大三沢町の市制施行（市制施行後は三沢市に改称）により、三沢市立古間木小学校と改称。
- 1994年（平成6年）10月30日 - 新校舎と講堂が完成し、落成式典挙行。
- 2003年（平成15年）8月25日 - 本校を含む市内小中学校全16校で、敷地内全面禁煙となる。
- 2004年（平成16年）4月7日 - 本校に警備員配置。
- 2005年（平成17年）10月16日 - 創立百周年記念式典挙行。

## アクセス
- 三沢市コミュニティバス『みーバス』43系統ビートル西線、60系統・63系統大津前平線で、「古間木小学校前」バス停下車。

## 周辺
- 青森県道22号三沢七戸線
- 三沢市営古間木団地

## 主な進学先
- 三沢市立第五中学校

## 主な卒業生
- 寺山修司 - 4学年時に転入し、中学校2学年年始まで古間木地区に住んでいた[1]。
- 一戸栄作 - 「地方有名国公立大学合格バイブル」著者の1人。
- 逸見祥希 - 写真家

## 参考資料
- 『青森県教育史 別巻』（青森県教育委員会・1973年12月20日発行）「学校沿革 小学校」742頁～743頁「古間木小学校」（1958年の記載分まで）
- 『三沢市史 続通史編』（三沢市・2008年12月1日発行）「年表」432頁～527頁（2008年9月1日分まで）まで。